# Sant Just i Sant Pastor de Son
Sant Just i Sant Pastor de Son és una església romànica amb importants modificacions barroques del poble de Son, en el terme municipal d'Alt Àneu, a la comarca del Pallars Sobirà).
El 1998 va ser declarada Bé Cultural d'Interès Nacional.
El temple fou construït entre els segles xi i xii, i apareix citada per primer cop l'any 1076 en una acta de donació dels alous de Son a Santa Maria de la Seu. Consta d'una sola nau amb afegiments posteriors de capelles laterals i la sagristia, La nau està capçada per un absis amb decoració llombarda, arcuacions i lesenes, i està il·luminat per tres finestres repartides de forma desigual. A la façana de migdia s'hi obre una porta en arc de mig punt sota d'un porxo.
L'element més destacat és sens dubte l'esvelt campanar quadrat amb una escala interior. Consta de quatre nivells de finestres separats per arcuacions llombardes amb lesenes als costats. Les finestres del primer pis són d'esqueixada recta, les del segon geminades, i la resta triforades. Les columnes de les finestres estan separades per columnes de fus cilíndric llis amb capitells mensuliformes. El campanar està rematat amb una teulada de pissarra i una agulla força alta.
A l'interior, s'hi pot observar un retaule gòtic de Pere Espallargues del segle xv (el Retaule de Son) que consta de 23 peces que representen diverses escenes: la Mare de Déu i el nen, l'Anunciació, la Visitació, la Nativitat, l'Epifania i el martiri dels Sants Just i Pastor, entre altres representacions sacres. També s'han conservat tres piques, una de baptismal semiesfèrica i decorada amb motius vegetals i un animal, i dues d'oli.
A l'exterior, a més del porxo davant la portalada, hi ha una interessant torre de planta de ferradura amb un bonic penell de ferro forjat que representa un pastoret.

## Restauració
La restauració es va executar entre el període comprés de juliol 2014 a febrer 2015 i va comptar amb una inversió 200.000 euros. Va abordar determinats aspectes de l'exterior i tot l'interior. A l'exterior, el drenatge de la zona de la capçalera; el repàs de coberta i el repàs dels rejuntats de carreus de les façanes nord-est i nord. A l'interior, es va dur a terme el reforç estructural del cor; la rehabilitació dels paraments verticals i sostres de la nau i capelles, amb sanejament, neteja, consolidació i pintat a la calç; la restauració dels paviments de fusta de la nau i del cor, de còdols de l'absis i de pedra de les capelles laterals; les noves instal·lacions i nova il·luminació; la restauració dels elements de mobiliari existent i objectes diversos ubicats a les capelles; el nou altar i ambó; la conservació i restauració de les pintures murals dels dos arcs triomfals de l'absis i de les pintures murals del cor i laterals de l'absis descobertes i la restauració de les 6 piques de pedra.